# Пођи Инфериоре Пођи Супериоре (Империја)
Пођи Инфериоре Пођи Супериоре је насеље у Италији у округу Империја, региону Лигурија.
Према процени из 2011. у насељу је живело 743 становника. Насеље се налази на надморској висини од 150 м.